# María Hung
María Hung Colgó (8 de junio de 1960) es una nadadora venezolana. Compitió en dos eventos de los Juegos Olímpicos de Montreal 1976.